# Нікола де Сталь
Нікола́ де Сталь (фр. Nicolas de Staël; 5 січня 1914, Санкт-Петербург — 16 березня 1955, Антіб, Франція) — французький живописець, один з найбільших майстрів повоєнного європейського мистецтва.

## Біографія

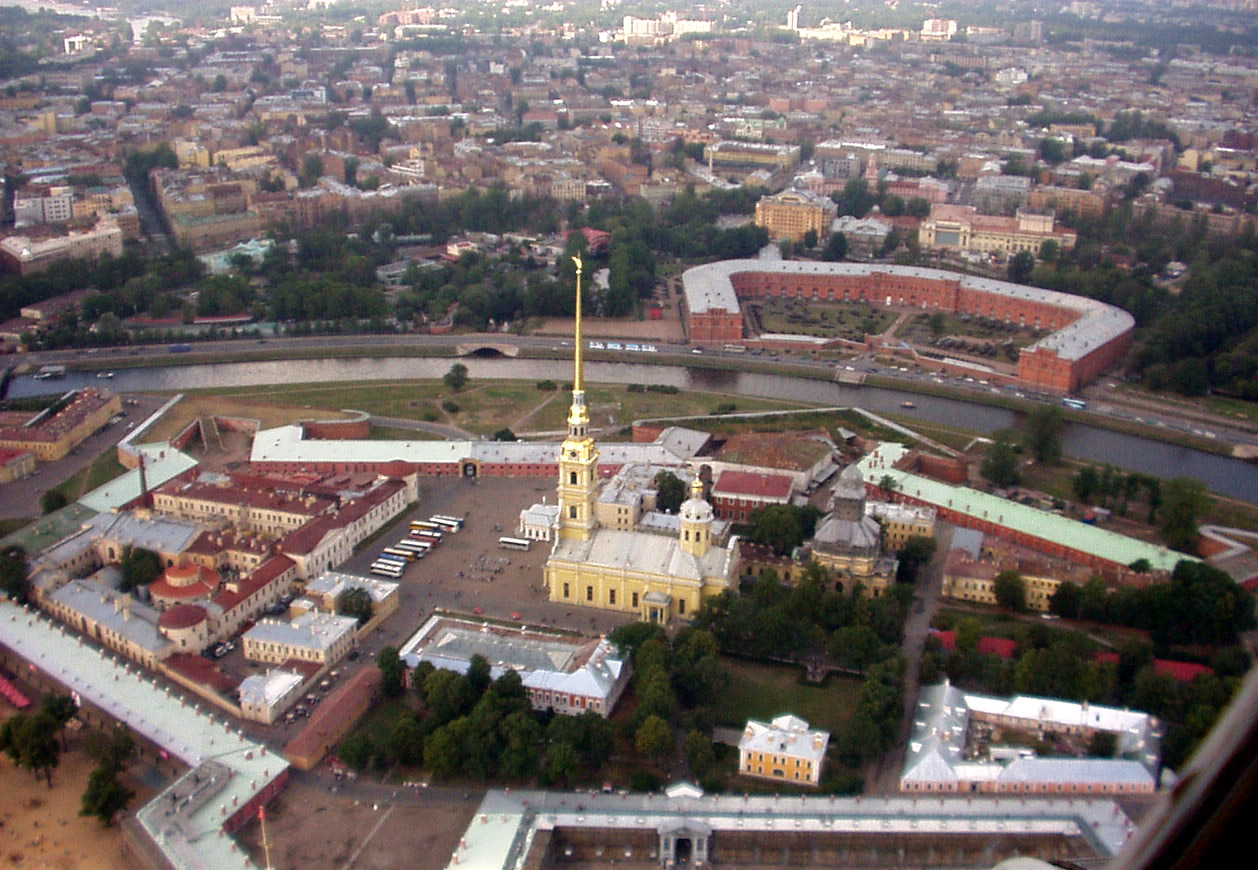
Петропавлівська фортеця, вид з повітря

Син останнього помічника коменданта Петропавлівської фортеці, генерала російської армії, остзейського барона Володимира Сталь фон Ґольштейна. Мати — Олена Бердникова. Був спадковим власником садиби у селищі Ріпне під Воронежем, нині об'єкт культурної спадщини регіонального значення «Садиба Сталь фон Ґольштейна».
Після революції сім'я була змушена 1919 року емігрувати до Польщі. 1921-го помер його батько, 1922 — мати. 1922 року Нікола було за посередництва хрещеної матері усиновлено сім'єю бельгійських католиків. Виріс у багатокультурному, багатомовному середовищі.
1932 року вступив до Бельгійської королівської академії наук і мистецтв, відкрив для себе Рембрандта, Вермера, Галса, Геркулеса Сегерса. Подорожував Європою, жив у Парижі, Марокко, Алжирі, Іспанії, Італії.
1936 року перша виставка його робіт, близьких до традицій візантійського іконопису, відбулася в Брюсселі.

## Творчість
1939 року художник записався добровольцем до Іноземного легіону, 1941 був демобілізований. Жив у Ніцці, де познайомився з Гансом (Жаном) Арпом, Сонею та Робером Делоне. Під їх впливом звернувся 1941 року до абстрактного мистецтва і, переживши насамперед вплив Сезанна, Матісса, Пікассо, Сутіна, цілком самостійно синтезував тепер виразну нефігуративну манеру, паралельну до пошуків американського абстрактного експресіонізму і французького ташизму . 1943 року повернувся до Парижа, познайомився з Ж. Браком, 1944 виставлявся разом з В. Кандинським у галереї Жанни Бюше, наступного року там відбулася його персональна експозиція. 1948 де Сталь потоваришував з художником німецького походження Джонні Фрідлендером, що жив в Парижі. Сталь здобув популярність, на початку 1950-х його дізнаються в США та Великій Британії, він ілюструє книги віршів Рене Шара (1951), П'єра Лекюїра (1954). Його гамма світлішає, він частково повертається до фігуративності.

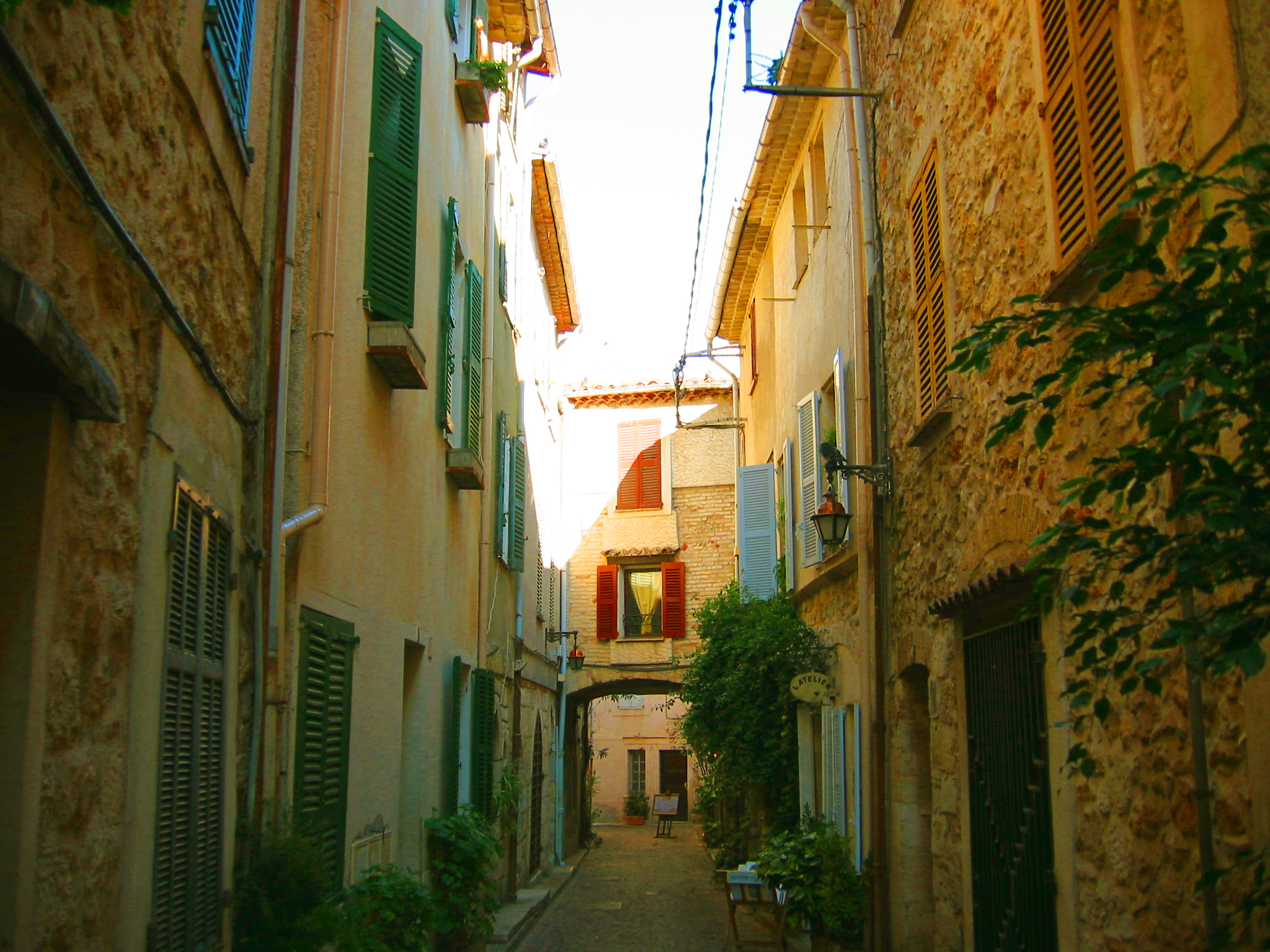
Антіб, вулиці в старому місті

1953 року де Сталь переживає важку нервову кризу і ховається на півдні Франції, в Провансі, де несподівано кінчає самогубством, викинувшись з вікна своєї антибської майстерні. Він залишив незакінченим найбільше зі своїх полотен — «Концерт». Творчий шлях художника вмістився у п'ятнадцять років, причому від нього залишилося понад 1000 праць.

## Вплив
Французький режисер «Нової хвилі» Жан-Люк Годар називає Нікола де Сталя неперевершеним художником. За словами режисера, основні кольори — насичені червоний, синій і жовтий у фільмі «Божевільний П'єро» є цитатами та натяками на життя та роботи де Сталя.